# Б5-Рихард
Б5-Рихард (нем. B5-Richard) — секретный подземный военный завод нацистской Германии, расположенный у чешского города Литомержице под холмами Биднице и Радобыл. Общая длина подземных сооружений оценивается приблизительно в 25-30 километров.
Завод начал строиться в середине 1944 года на месте бывших глубинных шахт (Рихард I, II, III, которые были основаны в 1864 году), где добывался известняк. На строительстве работало 1200 вольнонаёмных и 4000 узников концлагеря Терезин. Руководство стройкой было возложено на СС и она была одной из наиболее приоритетных в нацистской Германии и интенсивная строительная деятельность была прекращена лишь 4 мая 1945 года — уже после падения Берлина.
Уже осенью 1944 года в помещениях «Рихард I», который подчинялся фирме Auto Union AG, началось производство деталей авиационных моторов, а также танковых моторов Майбах HL 230 для танков «Тигр» и «Пантера», чуть позже на заводе «Рихард II» фирма OSRAM GmbH начала производство электронных ламп. В помещениях «Рихард III» планировалось построить нефтеперерабатывающий завод, который бы производил авиационный бензин. Всего на заводах «Рихард» работало около 18 тысяч узников концлагерей Терезин и Флоссенбюрг.
7 мая 1945 года Нацисты попытались взорвать завод, но взрыв не произошёл — версия гласит, что польский рабочий перерезал провод. 9 мая 1945 года завод был захвачен и исследован Красной Армией. Об исследованиях написано в книге советской разведчицы Марии Фортус. Завод был полностью заминирован, и несколько лет продолжалась работа по его разминированию. Из-за высоких расходов на разминирование 2 тоннеля никогда не были разминированы и были опечатаны.
После войны использовалась небольшая часть «Рихарда». Сейчас часть «Рихарда II» используется как хранилище радиоактивных отходов. Вход в оставшиеся помещения «Рихарда» с 2001 года запрещён.
С 2009 года мэрия Литомержице делает шаги к тому, чтобы снова запустить подземный завод. Однако проект тормозится из-за недостатка финансирования.